# ريج كينغ
ريج كينغ (بالإنجليزية: Reg King)‏ (31 أغسطس 1927 في نيوزيلندا - 21 سبتمبر 2009 في نيوزيلندا) هو لاعب كرة قدم نيوزلندي في مركز الهجوم. شارك مع منتخب نيوزيلندا لكرة القدم. أما مع النوادي، فقد لعب مع Eastern Suburbs AFC ‏.